# Млини (Коростенський район)
Млини́ — село в Україні, в Коростенському районі Житомирської області. Входить до складу Овруцької міської громади. Населення становить 53 особи.

## Історія
Засновано до 1866 року, про що свідчить мапа Волинської губернії Шуберта Ф.Ф. 1866-1867 рр. 
В 1920-х рр. село становило частину Гошівського об`єднання хуторів Овруцького району. 
Станом на 1 жовтня 1941 року - центр Гошіво-Млинської сільської управи. 
З 11 серпня 1954 року Млини знаходяться в підпорядкуванні Ігнатпільської сільської ради.

## Населення
Згідно з даними перепису 2001 року, населення села становило 53 особи, з них 98,11% зазначили рідною українську мову, а 1,89% — російську.